# Ignacy Jan Paderewski
Ignacy Jan Paderewski (18 de noviembre de 1860-29 de junio de 1941) fue un pianista, compositor, diplomático y político polaco. Fue el tercer primer ministro de Polonia y receptor honorario de la Orden del Imperio Británico.

## Biografía

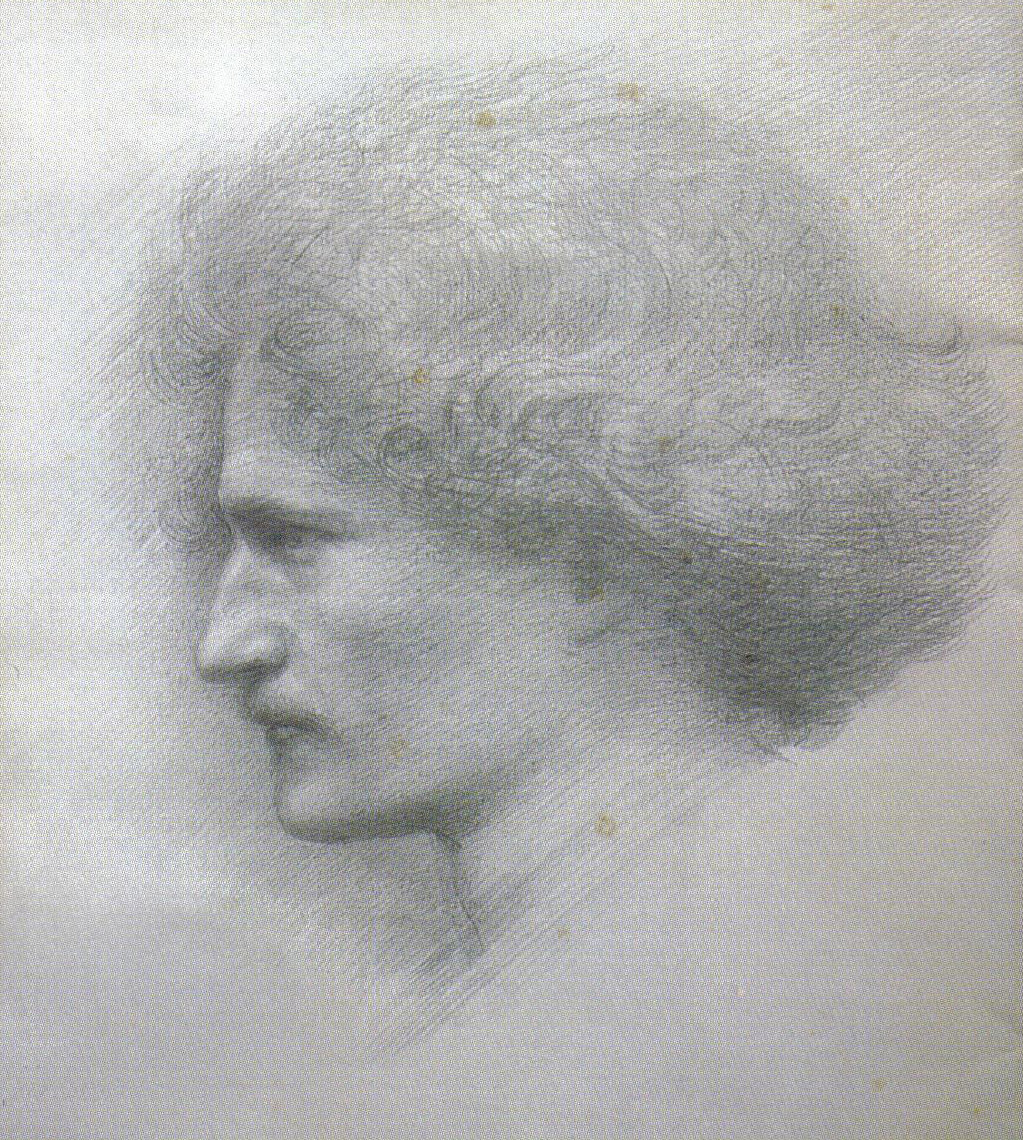
Retrato de Paderewski (1892), obra de Edward Burne-Jones.

Nació en el pueblo de Kurýlivka, provincia de Podolia, Imperio ruso. Su padre trabajaba allí como economista en la mansión local. Su madre, Poliksena (nacida Nowicka), murió varios meses después del nacimiento de Ignacy Jan, a quien educaron parientes lejanos.

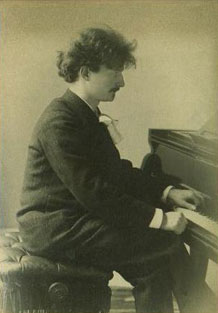
Ignacy Jan Paderewski, el pianista.

Estudió en los conservatorios de Varsovia, Berlín y Viena. En esta última ciudad fue alumno de Theodor Leschetizki. Entre 1881 y 1883, amplió sus estudios de composición con Friedrich Kiel y Henrich Urba, en Berlín. Allí conoció a Richard Strauss. Su debut en Viena, en 1887, y su actuación dos años después en París, le valieron la fama de ser, después de Franz Liszt, el mejor pianista. Eran muy admiradas sus interpretaciones de las obras del compositor polaco Frédéric Chopin.
En 1899, se casó con la Baronesa de Rosen. Tras 1900, pocas veces aparecía en público y empezaba a ser más conocido como compositor, sobre todo de piezas pianísticas. En 1901, crea su ópera Manru, una sinfonía, conciertos, así como piezas orquestales y para piano, de las cuales destaca su popular Minueto en sol, interpretada en Dresde.
Era también un trabajador social y donante. Por ejemplo, en 1910 donó a los habitantes de Cracovia el monumento a la batalla de Grunwald. En 1913, se estableció en los Estados Unidos.
Entre 1910 y 1920, luchó en favor de la independencia polaca, colaboró en la asistencia a las víctimas en Polonia de la I Guerra Mundial y realizó giras de conciertos por Estados Unidos con el fin de recaudar fondos para su país.
Al final de la guerra, cuando los destinos de la ciudad de Poznań y de la región de Gran Polonia entera estaban todavía sin decidir, visitó Poznań. Como consecuencia de su discurso público, el 27 de diciembre de 1918 los habitantes de la ciudad empezaron un levantamiento militar contra Alemania, denominado levantamiento de Gran Polonia.

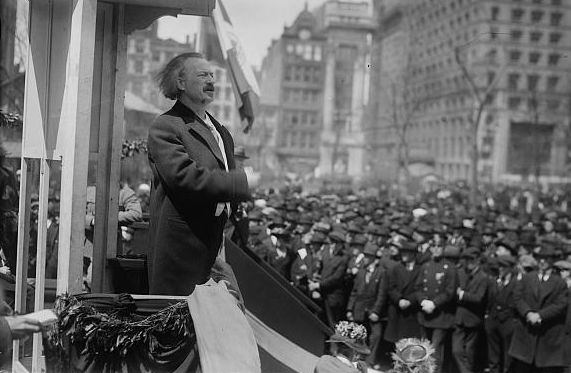
Paderewski, el político, dirigiéndose a una multitud en Estados Unidos.

En 1919, en la recién independiente Polonia, Paderewski se convirtió en primer ministro y ministro de Asuntos Exteriores de Polonia (de enero a diciembre de 1919), y representó a Polonia en la Conferencia de Paz de París.
Tras ser abandonado por muchos de sus partidarios políticos, entregó a Piłsudski una carta de dimisión el 4 de diciembre de 1919. Tomó entonces el cargo de embajador de Polonia en la Sociedad de Naciones.
En 1922, se retiró de la carrera política y retomó su vida de músico. Su primer concierto tras la prolongada intermitencia fue en el Carnegie Hall, de Nueva York, que se convirtió en un gran y significante éxito. Pronto se mudó a Morges (Suiza). Después del golpe de Estado de Piłsudski, en 1926, Paderewski se convirtió en miembro activo de la oposición al Gobierno de Sanacja. En 1936, en su mansión, se firmó una coalición de miembros de la oposición conocida como Frente Morges, por el nombre del pueblo.
Tras la invasión de Polonia en 1939, volvió a la vida pública. En 1940, se convirtió en jefe del Consejo Nacional de Polonia, el Parlamento del Gobierno de Polonia en el exilio, en Londres. El octogenario artista retomó el Fondo de ayuda a Polonia y realizó varios conciertos (los más importantes en Estados Unidos) para aportar dinero a esa causa.
Durante una gira en 1941, Paderewski murió súbitamente en la ciudad de Nueva York, a las 11 de la noche del 29 de junio. Fue sepultado en el Cementerio de Arlington (estado de Virginia), cerca de Washington DC. En 1992, se trasladaron sus restos a Varsovia, donde se depositaron en una cripta en la Catedral de San Juan.

## Condecoraciones
- Orden Virtuti Militari
- Legión de Honor
- Orden del Imperio Británico
- Doctorados honoris causa por las universidades de Leópolis (1912), Cracovia (1919) y Poznań (1924), así como por varias universidades de los Estados Unidos.

## En la cultura popular
- Paderewski aparece mencionado en un episodio de la serie infantil mexicana de televisión El Chavo del Ocho. Cuando los niños están jugando a la orquesta, el profesor Jirafales les habla sobre los músicos clásicos, y el Chavo menciona a un tal «Padre Whisky». El profesor lo corrige: «¡Paderewski!».